# Compatible Time-Sharing System
Aquest article es refereix al projecte del MIT MAC operating system. CTSS També pot referir-se a Cray Time Sharing System, un sistema diferent desenvolupat per Cray per als seus supercomputadors o Cambridge Time Sharing System desenvolupat per als mainframes IBM.
CTSS, que significa Compatible Time-Sharing System (Sistema de Temps Compartit Compatible), va ser un dels primers sistemes operatius de temps compartit; va ser desenvolupat en el Centre de Computació del MIT. Es va presentar el 1961, i es va utilitzar en el MIT fins al 1973. Durant part d'aquest temps, el Projecte MAC del MIT va tenir una segona còpia de CTSS, però el sistema només es va instal·lar en dos llocs. CTSS va ser descrit en una publicació presentada en la Spring Joint Computer Conference de 1962.
La paraula "Compatible" en el nom es refereix a la compatibilitat amb el sistema operatiu per lots estàndard per al 7094, el Fortran Monitor System (FMS). CTSS executa una còpia sense modificar de FMS, processant un flux de lots estàndard, en un 7094 virtual proporcionat per la seva característica de segon pla . Els treballs FMS en segon pla poden accedir a les cintes amb normalitat però no poden interferir amb els processos de temps compartit en primer pla o els recursos utilitzats per suportar-los.
Tot i que no va ser un sistema operatiu influent en els seus aspectes tècnics, va tenir una gran influència a mostrar que el temps compartit era viable, les noves aplicacions dels ordinadors van ser plantejades per primera vegada llavors, i gràcies al seu successor, Multics, del que tots els sistemes operatius moderns han agafat plantejaments teòrics.
Louis Pouzin, membre del Centre de Computació del MIT, va crear un comando anomenat RUNCOM per a CTSS, que executava una llista de comandos continguts en un fitxer; aquesta habilitat és l'avantpassat directe del shell script d'Unix. RUNCOM també permetia la substitució de paràmetres.
CTSS va tenir una de les primeres utilitats computeritzades per formatejar text, i una de les primeres implementacions de correu electrònic entre usuaris.
CTSS va utilitzar un mainframe IBM 7094 modificat que tenia dos bancs de 32.768 paraules de 36 bits com a memòria principal en lloc de tenir-ne només un, com és normal. Un banc estava reservat per al programa supervisor de temps compartit, l'altre per als programes d'usuari. També va tenir un maquinari de gestió de memòria especial, una interrupció de rellotge amb l'habilitat de capturar certes instruccions.
El maquinari d'entrada/sortida eren perifèrics estàndard d'IBM en la majoria dels casos. Cosa que incloïa sis canals de dades connectades a:
- Impressores, unitats perforadores (i lectores) de targetes.
- Unitats de cinta IBM 729, un disc d'emmagatzemament IBM 1301, després ampliat a un IBM 1302, amb una capacitat de 38 milions de paraules.
- Un tambor de memòria IBM 7320 amb 186 K paraules que poden carregar un banc de memòria de 32 K en un segon (després ampliat a 1/4 de segon).
- Dos visualitzadors d'alta velocitat de gràfics vectorials.
- Una unitat de control de transmissió IBM 7750 capaç de suportar fins a 112 terminals de teletip, incloent IBM 1050 Selectric i el model 35. Alguns dels terminals estaven en remot i el sistema podia ser accedit utilitzant les xarxes públiques de telègrafs.

CTSS va ser compatible amb el Sistema Monitor Fortran, un antic sistema de computació per lots que s'executava als ordinadors 7094 abans que s'inventés CTSS. FMS podia executar en segon pla amb gairebé tanta eficàcia com un 7094 sense sistema operatiu. Executant-se en segon pla, FMS tenia accés a algunes unitats de cinta i al banc de memòria principal de 32 K de l'usuari.
Multics, que també va ser desenvolupat pel Projecte MAC, va començar el 1960 com un successor de CTSS, per a l'ús futur de la computació de múltiple accés. Multics, va ser el sistema operatiu que va obrir el desenvolupament d'Unix el 1970.
ITS Incompatible Timesharing System (Sistema de Temps compartit Incompatible'), un altre primerenc i revolucionari, a més d'influent sistema de temps compartit del MIT, va ser desenvolupat per persones que no estaven d'acord amb la direcció presa per Multics; el nom va ser un hack de CTSS, de la mateixa manera que el nom d'Unix va ser un hack posterior de Multics.